# Guatapará
Guatapará est une municipalité brésilienne de l'État de São Paulo et la Microrégion de Ribeirão Preto.